# Federico Casagrande
Federico Casagrande is een Italiaanse jazz-gitarist.
Casagrande studeerde aan Berklee College of Music in Boston. In 2007 won hij de eerste prijs bij de gitaarcompetitie van het Montreux Jazz Festival. Hij leidt een band met saxofonist Christophe Panzani ("The Drops"), maar treedt ook solo op, vaak met danseres Lara Moro. Casagrande woont in Parijs.

## Discografie
- Conversations (met trompettist Fulvio Sigurtà), Impossible Ark Records, 2008
- Spirit of the Mountains, Dodicilune Records, 2009
- Hypercube: Le cose grandi e le cose piccole (met drummer Marco Buccelli), El Gallo Rojo, 2011
- Falling from the Sky (The Drops), Hyenas Records, 2010
- The Ancient Battle of the Invisible, CAM Jazz, 2012
- Spray (The Drops), The Drops Music, 2013